# Elatostema stellatum
Elatostema stellatum là loài thực vật có hoa trong họ Tầm ma. Loài này được Hook.f. mô tả khoa học đầu tiên năm 1888.